# Tourcelles-Chaumont-Quilly-et-Chardeny
Tourcelles-Chaumont-Quilly-et-Chardeny est une ancienne commune française, située dans le département des Ardennes en région Grand Est.
Elle a existé de 1828 à 1871.

## Histoire
La commune est issue de la fusion des trois communes de Tourcelles-Chaumont, Quilly et Chardeny, en 1828. Ces communes reprirent leur indépendance en 1871. Tourcelles-Chaumont devient le chef-lieu de la commune.

## Administration
| Période                                  | Période | Identité | Étiquette | Qualité |
| ---------------------------------------- | ------- | -------- | --------- | ------- |
| Les données manquantes sont à compléter. |         |          |           |         |
|                                          |         |          |           |         |

## Démographie
| 1831 | 1836 | 1841 | 1846 | 1851 | 1856 | 1861 | 1866 |
| ---- | ---- | ---- | ---- | ---- | ---- | ---- | ---- |
| 500  | 552  | 553  | 555  | 536  | lac. | lac. | 514  |